# Trương Tấn Sang
Trương Tấn Sang [tʂɨəŋ tə̌n ʂaːŋ] (Duc Hoa, provincia de Long An, 21 de enero de 1949) es un político vietnamita. Fue presidente de Vietnam entre 2011 y 2016.

## Trayectoria
Trương Tấn Sang nació el 21 de enero de 1949 en el distrito de Đức Hòa en la provincia de Long An. En 1966, Sang se unió a la revolución. De 1966 a 1969 fue líder del movimiento juvenil-estudiante PK 2. De 1969 a 1971, fue miembro del Comité del Partido, secretario de la Unión Juvenil, a cargo del grupo guerrillero secreto en el distrito de Duc Hoa. El 20 de diciembre de 1969 se unió al Partido Comunista de Vietnam.
De 1983 a 1986, Trương Tấn Sang dirigió el Departamento Forestal de la ciudad de Ho Chi Minh (HCMC), así como el Departamento de Desarrollo de la Nueva Zona Económica de la ciudad. En 1986, fue ascendido a la Junta Permanente del Comité del Partido de la ciudad.
Se convirtió en miembro del Comité Central del partido nacional en 1991. En 1992, fue nombrado presidente de HCMC, el puesto número dos en el gobierno de la ciudad. Se unió al Politburó en 1997 como su miembro número 14. Fue secretario del partido de HCMC, el puesto más alto en el gobierno de la ciudad, de 1997 a 2000.
Fue jefe del partido por la Ciudad Ho Chi Minh entre 1996 y 2000. La Asamblea Nacional de Vietnam lo eligió presidente en 2011 con 464 votos (97,4 %) el 25 de julio de 2011. La presidencia de Vietnam es una posición ceremonial y el primer ministro supervisa los funcionamientos diarios del gobierno. Dejó sus funciones en abril de 2016, siendo sucedido por Trần Đại Quang.